# The Whorror
The Whorror — дебютный мини-альбом американской метал-группы Motionless in White, выпущенный 3 июля 2007 года на лейбле Masquerade Recordings.

## Список композиций
| №                   | Название                                                                               | Длительность |
| ------------------- | -------------------------------------------------------------------------------------- | ------------ |
| 1.                  | «The Whorror»                                                                          | 0:51         |
| 2.                  | «Just When You Thought We Couldn't Get Any More Emo, We Go and Pull a Stunt Like This» | 3:34         |
| 3.                  | «She Never Made It to the Emergency Room»                                              | 4:04         |
| 4.                  | «We Put the Fun in Funeral»                                                            | 2:19         |
| 5.                  | «Black»                                                                                | 2:18         |
| 6.                  | «Apocolips»                                                                            | 5:07         |
| 7.                  | «Schitzophrenicannibalisticsexfest.com»                                                | 4:18         |
| Общая длительность: | Общая длительность:                                                                    | 22:41        |

| №                   | Название                                                                               | Длительность |
| ------------------- | -------------------------------------------------------------------------------------- | ------------ |
| 1.                  | «The Whorror»                                                                          | 0:51         |
| 2.                  | «Schitzophrenicannibalisticsexfest.com»                                                | 4:18         |
| 3.                  | «She Never Made It to the Emergency Room»                                              | 4:04         |
| 4.                  | «We Put the Fun in Funeral»                                                            | 2:19         |
| 5.                  | «Just When You Thought We Couldn't Get Any More Emo, We Go and Pull a Stunt Like This» | 3:34         |
| 6.                  | «Black»                                                                                | 2:15         |
| 7.                  | «Apocolips»                                                                            | 5:07         |
| Общая длительность: | Общая длительность:                                                                    | 22:38        |

## Участники записи
Motionless in White
- Крис «Motionless» Черулли — вокал
- Майк Костанза — соло-гитара
- Томас «TJ» Белл — ритм-гитара, вокал
- Фрэнк Поламбо — бас-гитара
- Джошуа Болз — клавишные, бэк-вокал
- Анджело Паренте — ударные

## Заметки
- «She Never Made It to the Emergency Room» и «Apocolips» были перезаписаны и включены в состав When Love Met Destruction.
- Сиквел «Schitzophrenicannibalisticsexfest.com», названный «.com Pt. II», был записан для альбома Creatures.